# 隠岐温泉
隠岐温泉（おきおんせん）は島根県隠岐郡隠岐の島町（旧五箇村）南方296-1にある温泉。隠岐の島町唯一の温泉である。

## 概要
隠岐諸島で最初の温泉入浴施設の『隠岐温泉GOKA』（おきおんせんごか）が存在する。黒瓦のお城を思わせる建物なのが特徴である。
男女温泉浴場と、打たせ湯、寝湯、圧注湯、気泡湯、ミストサウナ、車いす対応浴室が備わったバーデゾーンからなる。バーデゾーンは男女共用で水着着用となっている。

## 泉質等
- ナトリウム－炭酸水素塩泉[1][3]
- 効用：切り傷、皮膚病、神経痛、リウマチ、婦人病、疲労回復など[2]。肌の古い角質を落とす美肌の湯[1][3]。（※いずれも効能はその効果を万人に保証するものではない）

## アクセス
- 隠岐汽船船着き場より車で約25分、または隠岐空港より車で約30分[3]。